# گونیا

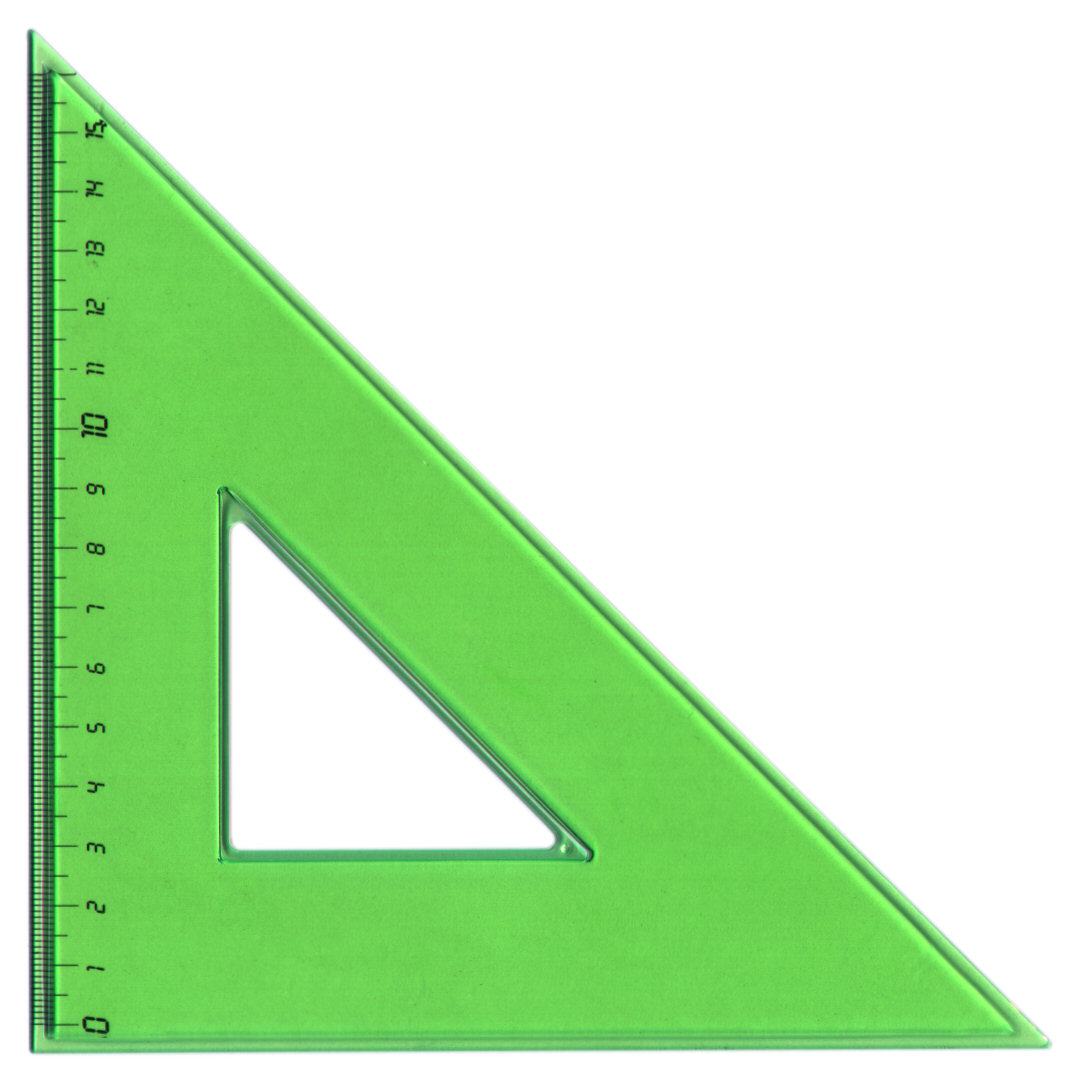
گونیای ۴۵ درجه

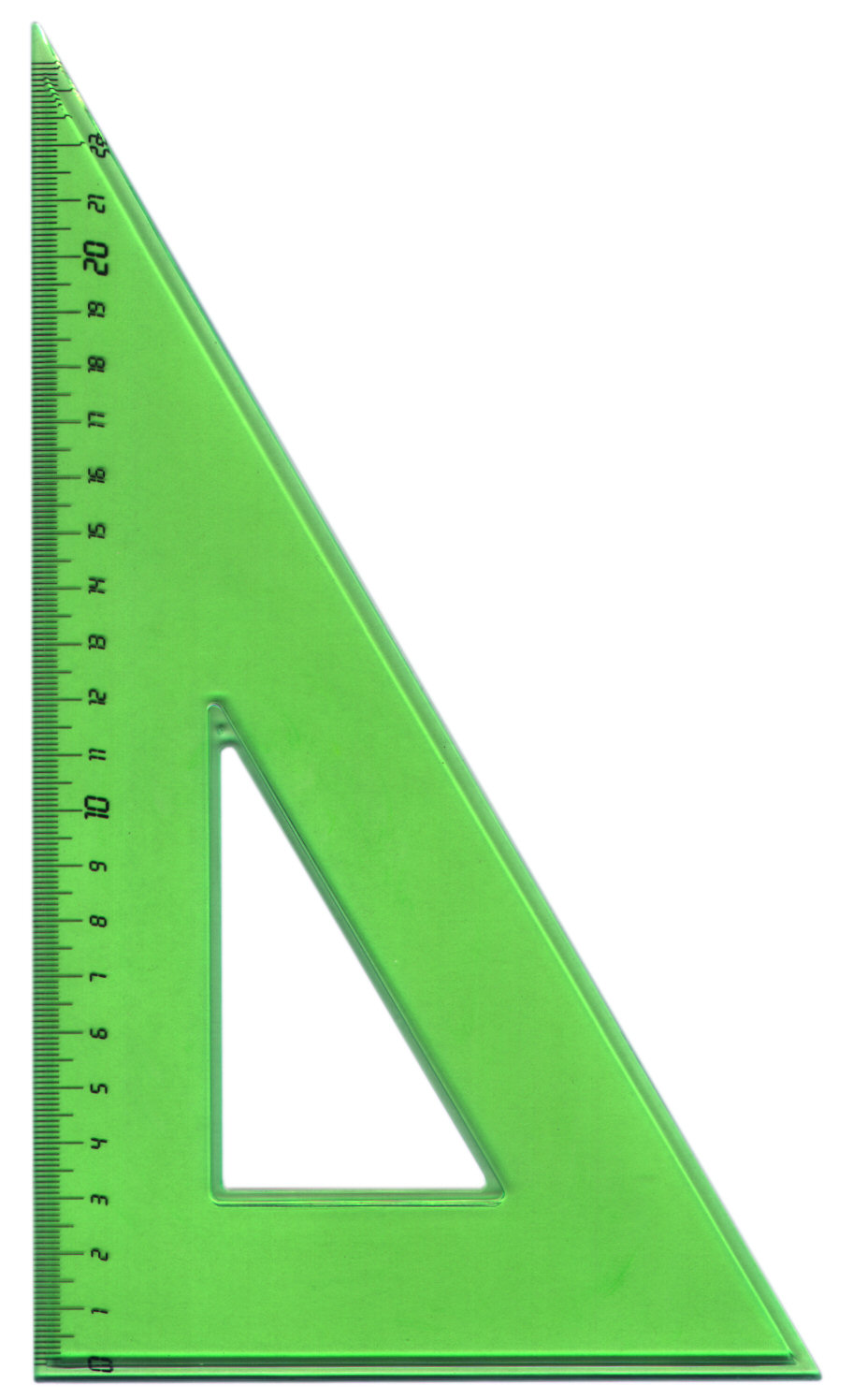
گونیای ۳۰–۶۰

گونیا (از یونانی Γωνία به معنی زاویه) ابزاری است به شکل مثلث از جنس فلز، پلاستیک یا چوب که از آن برای رسم زاویه قائمه و کشیدن خطی عمود بر خط دیگر یا خطی موازی با خط دیگر استفاده می‌کنند. گونیا از ابزارهای پرکاربرد در معماری و مهندسی و از ابزارهای کاربردی دانش‌آموزان در کلاس‌های ریاضیات و هندسه است.
در برخی مواقع زبانه گونیا مدرج نیست که در این صورت فقط برای صحت گونیایی بودن قطعه کار و خط‌کشی استفاده می‌شود. اگر زبانه گونیا مدرج باشد علاوه بر خط‌کشی، برای اندازه‌گیری نیز می‌توان از آن استفاده کرد.
معمولاً دو دسته گونیا ساخته می‌شود: یکی گونیا با گوشه‌های ۹۰ و ۶۰ و ۳۰ درجه و دیگری گونیا با گوشه‌های ۹۰ و ۴۵ و ۴۵ درجه.

## انواع
- گونیای معمولی (گونیای ۹۰ درجه):

این گونیا از یک زبانه و یک بازو تشکیل شده که زبانه تحت زاویه ۹۰ درجه داخل بازو قرار گرفته‌است. این گونیا از نظر جنس دارای انواع مختلف چوبی، فلزی و ترکیبی از چوب و فلز و در طول‌های ۱۵۰، ۲۰۰، ۲۵۰، ۳۰۰ میلی‌متر ساخته می‌شود.
- گونیای فارسی ثابت:

در بیشتر کارهای قاب سازی و غیره زاویه ۴۵ درجه مورد نیاز می‌باشد. به این منظور برای سهولت در کارها گونیایی ساخته شده‌است که زاویه ۴۵ درجه را می‌توان با آن رسم کرد. از آنجایی که برش‌های ۴۵ درجه را در کارهای صنایع چوب، «فارسی» می‌گویند، این وسیله گونیای فارسی ثابت نام دارد.
تیغه این گونه نسبت به دسته آن تحت زاویه ۴۵ درجه قرار گرفته‌است، با این گونیا می‌توان دو زاویه ۴۵ و ۱۳۵ درجه را ترسیم کرد.
- گونیای تاشو:

هرگاه بخواهیم روی قطعه کار زوایای مختلف ایجاد کنیم از گونیای تاشو استفاده می‌کنیم. گونیای تاشو وسیله ساده‌ای است و در شرایط مختلف به صورتهای گوناگون ساخته می‌شود. این وسیله را می‌توان تماماً از جنس چوب، فلز، پلاستیک یا ترکیبی از فلز وچوب ساخت.
این گونیا از یک بازو و یک زبانه تشکیل شده‌است، زبانه آن از قسمت وسط دارای شکافی است که باعث می‌شود زبانه به عقب و جلو حرکت کند. نکته ایی که در مورد گونیای تاشو باید بدانیم این است که این وسیله دارای درجه‌بندی نیست؛ بنابراین در هنگام استفاده از گونیای تاشو لازم است که از نقاله نیز استفاده شود. بدین صورت که پس از تنظیم، با مطابقت گونیا با یک نقاله، مقدار زاویه را تنظیم می‌کنیم.
- گونیای چرخنده

گونیای چرخنده شکل دیگری از گونیای تاشو است این گونیا از دو بازو تشکیل شده‌است که با پیچی حول یک محور می‌چرخد و به وسیله آن می‌توان زوایای خارجی و داخلی قطعه کار را امتحان کرد. گونیای چرخنده همچنین برای رسم زوایای مختلف استفاده می‌شود. با این گونیا می‌توان زوایای ۵ تا ۱۸۰ درجه را ترسیم کرد.